# FlyingCat

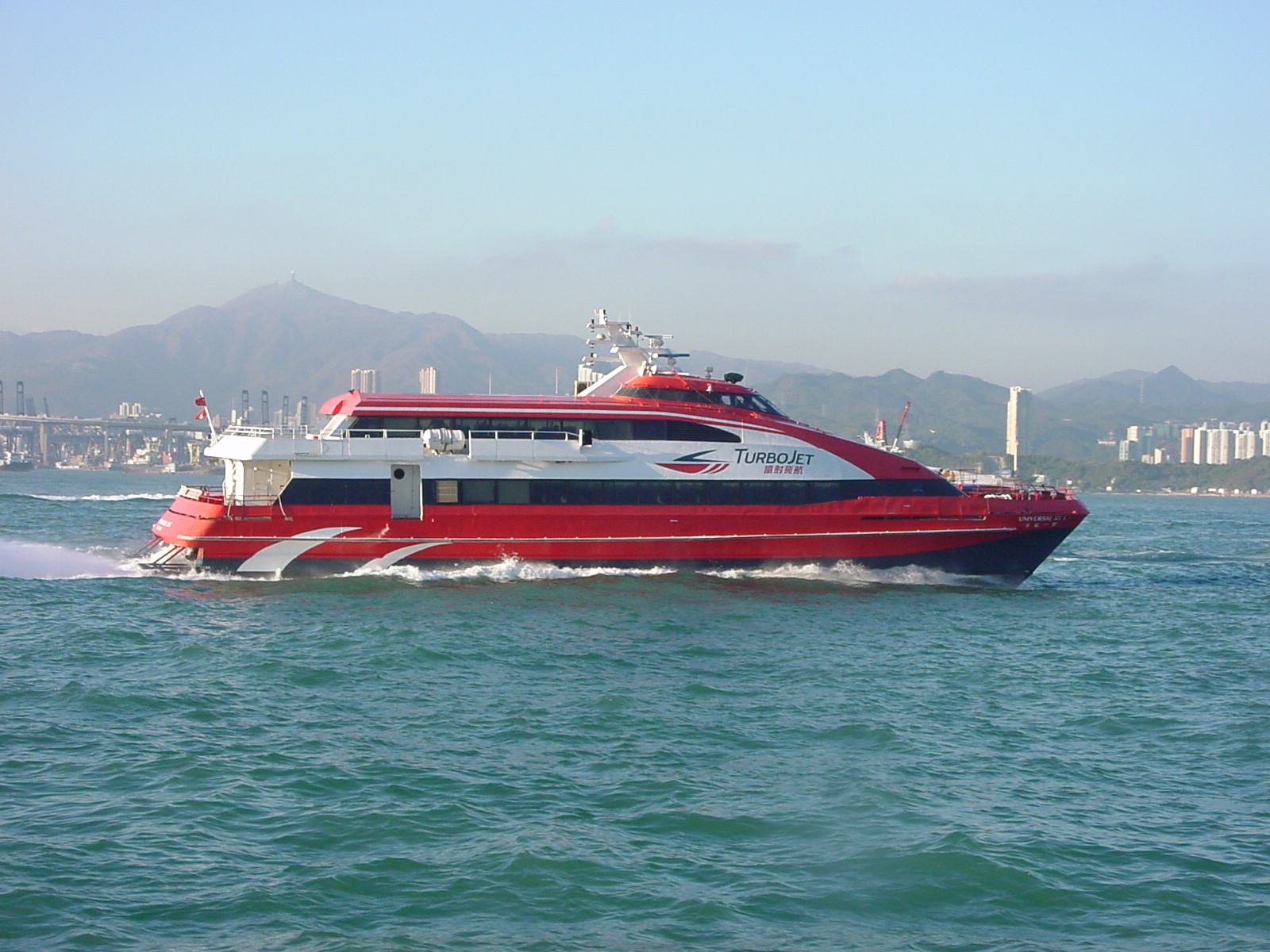
噴射飛航的「宇航一號」

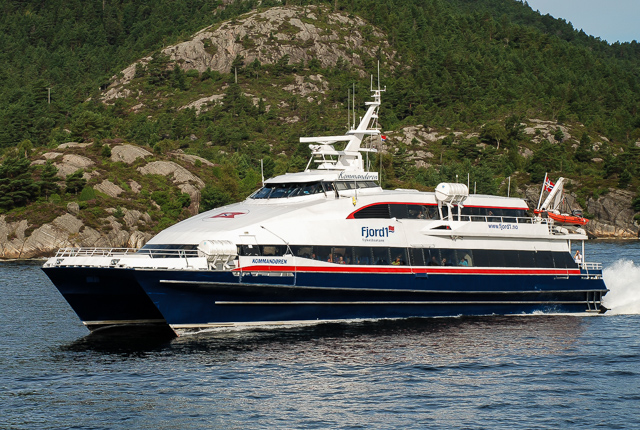
第一艘FlyingCat雙體船-Kommandøren

FlyingCat系列（雙體噴射船）是一款由挪威斐聲船廠（Kværner Fjellstrand a.s.）開發的高速雙體船，全球共有26艘，斐聲及其新加坡分廠建造了24艘，而承繼斐聲新加坡分廠的達門造船（Damen Shipyards）以「DFF4010」型號建造2艘。

## 概要
此系列雙體船於1990-2004年間生產，分為40m、46m及50m三個型號，當中以40m型號佔最多，其餘均只有一艘。所有船隻均採用2台或4台（FlyingCat 50m及46m適用）柴油機驅動。

## 規格
- 速度：35節（FlyingCat 40m及46m）/39.5節（FlyingCat 50m）
- 長度：40米（FlyingCat 40m）/45.5米（FlyingCat 46m）/46米（FlyingCat 50m）
- 寬度：10.1米（FlyingCat 40m）/11.2米（FlyingCat 46m）/12.0米（FlyingCat 50m）
- 吃水深度：1.07米（FlyingCat 40m）/2.03米（FlyingCat 46m）/1.23米（FlyingCat 50m）
- 旅客定員：220-449人不等
- 可容納車輛數目（僅限人車兩用的FlyingCat 50m）：13輛私家車
- 總重：479噸（FlyingCat 40m）/ 534噸（FlyingCat 46m）/ 573噸（FlyingCat 50m）
- 淨重：155噸（FlyingCat 40m）
- 引擎：2具MTU製 16V 396 TE 74L型柴油機（FlyingCat 40m）/ 4具MTU製12V 4000 M70型柴油機（FlyingCat 46m）/4具MTU製柴油機（FlyingCat 50m，與FlyingCat 40m採用主機型號相同）

## 營運
自第一艘FlyingCat雙體船「Kommandøren號」於1990年起在挪威投入應用以來，不少歐洲及亞洲的渡輪公司均購入本型高速客輪，用作跨境或境內渡輪之用，直至2000年代才逐漸停產。
香港新世界第一渡輪曾經是FlyingCat的最大用家，一度持有共5艘本型客輪；而噴射飛航則曾先後使用6艘本型客輪，為FlyingCat的另一個主要用家。
目前本型船隻行駛航線如下：
- 跨境/跨國：
  - 港澳珠江口航線（主要為香港海天客運碼頭至澳門外港客運碼頭）
  - 穗港珠江口航線（香港中港碼頭至廣州南沙客運港，由珠江客運經營，並由噴射飛航的「宇航五號」承運）
  - 小三通航線（廈門市至金門縣水頭碼頭）
  - 新加坡海峽航線（新加坡樟宜機場至印尼民丹島）
- 境內：
  - 香港中環碼頭至長洲
  - 台灣高雄至澎湖
  - 印尼北蘇拉威西省
  - 俄羅斯黑海沿海地區
  - 南韓仁川至北方界線附近島嶼、木浦至濟州島

## FlyingCat船隻列表
| 序號 | 型號          | 竣工日期                   | 建造地 | （前營運商） 現營運商                                  | （前船名） 現船名                         | （前註冊地） 現註冊地   | 轉易紀錄、目前狀態及其他                                                                              |
| ---- | ------------- | -------------------------- | ------ | ------------------------------------------------------ | ----------------------------------------- | ----------------------- | --- |
| 1    | FlyingCat 40m | 1990年4月2日               | 挪威   | （FSF） （Fjord1） 不詳                                | Kommandøren                               | （挪威） 巴拿馬         | 2012年8月27日出售後下落不明，但已知船隻正在美國佛羅里達州近岸及內河運用                               |
| 2    | FlyingCat 40m | 1990年                     | 挪威   | （Minoan Flying Dolphins） （Hellenic Seaways） 不詳   | （FlyingCat 1） Iznik                     | 希臘                    | 因Minoan Flying Dolphins在2001年破產而併入Hellenic Seaways，及後再轉售；曾換上沃達豐廣告塗裝          |
| 3    | FlyingCat 40m | 1991年                     | 挪威   | （珠江客運） 遠欣船務代理有限公司（中遠集團子公司）    | （雙子星） 五緣（原定名「海西」）         | 中國（目前於廈門註冊）  | 2006年8月出售後專門行走「小三通」海上航線                                                             |
| 4    | FlyingCat 40m | 1992年                     | 新加坡 | （港澳飛翔船） 噴射飛航                                | 宇航一號                                  | 香港                    | 與港澳飛翔船一併於1999年併入噴射飛航                                                                  |
| 5    | FlyingCat 40m | 1992年                     | 新加坡 | （港澳飛翔船） （噴射飛航） 不詳                       | （宇航二號） Prima Oasis                  | 香港                    | 與港澳飛翔船一併於1999年併入噴射飛航；2010年11月中售往印尼，於北蘇拉威西省運用                        |
| 6    | FlyingCat 40m | 1993年                     | 挪威   | （Fred. Olsen Express） SNAV                           | （Snalen） （Benchi Express） SNAV Aqulia | （西班牙） 意大利       | 西班牙Fred. Olsen Express於2012年曾購入此船三年並改於西班牙註冊，及後由原營運商回購並改回於意大利註冊 |
| 7    | FlyingCat 40m | 1993年                     | 挪威   | （上海亞通股份有限公司） 不詳                          | （新世紀號） 飛逸一號                     | （上海） 北海           | 曾於上海運用，及後改為營運北海至海口航線                                                              |
| 8    | FlyingCat 40m | 1993年                     | 新加坡 | （油麻地小輪） （新世界第一渡輪） 伊斯坦堡高速渡輪公司 | （港輪壹號） （新輪壹） Kartepe           | （香港） 伊斯坦堡       | 2000年與港澳航線一併售予新渡輪；2004年出售                                                            |
| 9    | FlyingCat 40m | 1993年                     | 新加坡 | （油麻地小輪） 新渡輪                                  | （港輪貳號） 新輪貳                       | 香港                    | 2000年與港澳航線一併售予新渡輪；2011年前為新渡輪澳門航線用船                                          |
| 10   | FlyingCat 40m | 1993年9月30日              | 新加坡 | （港澳飛翔船） 噴射飛航                                | 宇航三號                                  | 香港                    | 與港澳飛翔船一併於1999年併入噴射飛航                                                                  |
| 11   | FlyingCat 40m | 1993年                     | 新加坡 | （港澳飛翔船） （噴射飛航） Namhae Express             | （宇航四號） Nam Hae Angel                | （香港） 木浦           | 與港澳飛翔船一併於1999年併入噴射飛航，2011年4月出售予南韓，用於運行木浦至濟州島航線                   |
| 12   | FlyingCat 40m | 1994年6月                  | 新加坡 | Bintan Resort Ferry Pte Ltd.                           | Indera Bupala                             | 新加坡                  | 於1994年7月11日由印尼工業部部長揭牌啟用；運營新加坡樟宜機場至印尼民丹島航線                           |
| 13   | FlyingCat 40m | 1994年                     | 新加坡 | （油麻地小輪） （新世界第一渡輪） CCR Barcas           | （港輪叁號） （新輪叁） Falcao            | （香港） （印尼） 巴西  | 2000年與港澳航線一併售予新渡輪；2012年出售予印尼，再轉口巴西                                          |
| 14   | FlyingCat 40m | 1994年                     | 新加坡 | Namhae Express                                         | Nam Hae Queen                             | 木浦                    | 用於運行木浦至濟州島航線                                                                              |
| 15   | FlyingCat 40m | 1995年4月3日               | 新加坡 | （Wightlink） （Severn Link） Alien Shipping           | （HSC FastCat Ryde） Sochi 1              | （樸茨茅夫） 新羅西斯克 | 2011年轉售予俄羅斯，在黑海運行                                                                        |
| 16   | FlyingCat 40m | 1995年5月                  | 新加坡 | Bintan Resort Ferry Pte Ltd.                           | Aria Bupala                               | 新加坡                  | 運營新加坡樟宜機場至印尼民丹島航線                                                                    |
| 17   | FlyingCat 40m | 1996年                     | 新加坡 | （Wightlink） （Severn Link） Alien Shipping           | （HSC FastCat Ryde） Sochi 2              | （樸茨茅夫） 新羅西斯克 | 2011年轉售予俄羅斯，在黑海運行                                                                        |
| 18   | FlyingCat 40m | 1996年                     | 新加坡 | （Garajoney Express） Ustica Lines                     | （Orone） Ale M                           | （西班牙） 意大利       | 曾易手數次；現役                                                                                      |
| 19   | FlyingCat 40m | 1996年                     | 挪威   | （Minoan Flying Dolphins） Hellenic Seaways            | FlyingCat 5                               | 雅典                    | 因Minoan Flying Dolphins在2001年破產而併入Hellenic Seaways；目前使用沃達豐廣告塗裝                    |
| 20   | FlyingCat 40m | 1997年                     | 新加坡 | （Minoan Flying Dolphins） Hellenic Seaways            | FlyingCat 6                               | 雅典                    | 同上                                                                                                  |
| 21   | FlyingCat 40m | 1998年                     | 新加坡 | 南星航運股份有限公司                                   | 捷安                                      | 廈門                    | 專門行走「小三通」海上航線                                                                            |
| 22   | FlyingCat 50m | 1998年5月                  | 挪威   | Korea Express Ferry Co.Ltd.                            | （Eid Travel） Flying Car Ferry           | （亞歷山大港） 仁川     | 現役                                                                                                  |
| 23   | FlyingCat 50m | 1999年                     | 新加坡 | Aremiti                                                | Aremiti 4                                 | 法國                    | 現役                                                                                                  |
| 24   | DFF4010       | 2001年                     | 新加坡 | （新世界第一渡輪） 噴射飛航                            | （新輪伍） 宇航五號                       | 香港                    | 隨新渡輪澳門航線業務於2011年易手予噴射飛航；現役                                                      |
| 25   | DFF4010       | 2002年                     | 新加坡 | （新世界第一渡輪） （噴射飛航） 滿天星航運股份有限公司 | （新輪陸） 滿天星二號                     | （香港） 嘉義           | 隨新渡輪澳門航線業務於2011年易手予噴射飛航，兩年後再易手予台灣，行走嘉義至澎湖航線                    |
| 26   | FlyingCat 46m | 2004年12月31日（隨後停產） | 挪威   | Korea Express Ferry Co.Ltd.                            | Korea King                                | 仁川                    | 現役                                                                                                  |

## 相關項目
- Foilcat：同一船廠為噴射飛航生產的水翼輔助雙體船
- 波音929：另一款獲廣泛採用的高速客輪，但為單體水翼船